# Сабит Хаџић
Сабит Хаџић (Сарајево, 7. август 1957 — Анталија, 3. март 2018) био је југословенски и босанскохерцеговачки кошаркаш, а касније кошаркашки тренер.

## Играчка каријера
Хаџић је играчку каријеру провео у сарајевској Босни, и са њима је освојио Куп европских шампиона 1979. године. Такође је три пута освојио првенство (1978, 1980, 1983) а два пута куп Југославије (1978, 1984).
Са репрезентацијом Југославије je освојио бронзану медаљу на Олимпијским играма 1984. у Лос Анђелесу.

## Тренерска каријера
Хаџић је био селектор кошаркашке репрезентације Босне и Херцеговине у два наврата. Први пут од 1995. до 2001. а други пут од 2010. до 2011. године. Као селектор је водио БиХ на четири Европска првенства. Први пут било је то 1997. године у Шпанији, затим 1999. у Француској, па 2001. у Турској и на крају 2011. у Литванији, током свог другог мандата.
Као тренер Босне је освојио првенство БиХ 1999. године. Такође је у два наврата радио у Саудијској Арабији где је са Ал Итихадом био првак државе 2013. године. Радио је и у Немачкој где је водио Мителдојчер, затим у Сирији (Ал Џала Алепо), Турској (Анталија Кепез), Бахреину (Ал Џахра) и на Косову где је водио екипе Пећи и Приштине.